# Figueres
Figueres (spaniolă Figueras) este un oraș situat în Spania în comunitatea Catalonia, provincia Girona. Are o suprafață de 19,31 km². Populație este de 42,809 locuitori.
Acest oraș se remarcă prin 3 monumente imoportante:
- Castelul Sant Ferran (cel mai mare monument din Catalonia)
- Biserica parohială Sant Pere (Sfântu' Petru)
- Muzeul Gala Salvador Dalí.

## Personalități născute aici
- Salvador Dalí (1904 - 1989), pictor, sculptor, gravor.

## Vezi și
- Listă de orașe din Spania

1. ↑  Nomenclátor Geográfico de Municipios y Entidades de Población (20240402 edition)
2. ↑   https://www.figueres.cat/actualitat/noticies/jordi-masquef-nou-alcalde-de-figueres Lipsește sau este vid: |title= (ajutor)
3. 1 2   http://www.idescat.cat/pub/?id=aec&n=925&t=2016 Lipsește sau este vid: |title= (ajutor)